# Діяльність Національного антикорупційного бюро України
У цій статті описується діяльність Націона́льного антикорупці́йного бюро́ Украї́ни (НАБУ) — центрального органу виконавчої влади із спеціальним статусом, на який покладається попередження, виявлення, припинення, розслідування та розкриття корупційних та інших кримінальних правопорушень, віднесених до його підслідності, а також запобігання вчиненню нових.
Утворене Президентом України 16 квітня 2015 року на чолі з директором Артемом Ситником, Бюро займається протидією корупційним та іншим кримінальним правопорушенням, які вчинені вищими посадовими особами та становлять загрозу національній безпеці. Бюро розслідує корупційні справи, до яких причетні держслужбовці категорії «А».

## Передумови й ідеологія створення
Корупція завжди залишалася однією з найсерйозніших проблем України. Протягом часу президентства Віктора Януковича ситуація з корупцією у вищих ешелонах влади послідовно погіршувалася.
Через рік після Революції гідності Україна залишалася найбільш корумпованою країною Європи: за результатами глобального Індексу сприйняття корупції 2014 (Corruption Perceptions Index) країна посідає 142 місце зі 175. Отже, Україна залишається тотально корумпованою державою.
Існуючий механізм протидії корупційним проявам в Україні є неефективним. Одним зі шляхів покращення ситуації законодавець вважає інституційну реформу органів, що здійснюють досудове розслідування та кримінальне переслідування у справах про корупційні злочини. Тому парламентом було схвалено створення нового автономного органу (поза системою існуючих правоохоронних органів), основною функцією якого є виявлення та розслідування корупційних злочинів, що становлять особливу суспільну небезпеку.
Таким органом стало Національне антикорупційне бюро. Його створення передбачалося Законом України «Про Національне антикорупційне бюро України», ухваленим 14 жовтня 2014 року. На етапі законопроєкту він мав назву «Про систему спеціально уповноважених суб'єктів у сфері протидії корупції». Закон набрав чинності 25 січня 2015 року.

## Початковий конкурс на посаду директора
Станом на 2015 рік Директор Національного бюро призначався на посаду за поданням Конкурсної комісії відповідно до результатів відкритого конкурсного відбору. До складу Конкурсної комісії входили по три особи від Президента, Кабінету Міністрів і Верховної Ради України.
9 грудня 2014 року антикорупційна спільнота з Реанімаційного пакету реформ, Transparency International Україна, Центру протидії корупції, Центру політичних студій та аналітики, руху ЧЕСНО запропонували кандидатури 12 осіб для публічного обговорення щодо членства в конкурсній комісії. З них двоє — Джованні Кесслер та Віктор Мусіяка стали членами конкурсної комісії за квотою Верховної Ради, а Богдан Витвицький пізніше подавав документи на посаду Директора Національного антикорупційного бюро України.
| Посада у комісії | ПІБ                            | Рід занять | Призначений за квотою                |
| ---------------- | ------------------------------ | --- | ------------------------------------ |
| член             | Грицак Ярослав Йосипович       | доктор історичних наук, професор Українського католицького університету                                                                  | Президента України Підстава:         |
| секретар         | Захаров Євген Юхимович         | голова правління Української Гельсінської спілки з прав людини, директор Харківської правозахисної групи                                 | Президента України Підстава:         |
| голова           | Чубаров Рефат Абдурахманович   | голова Меджлісу кримськотатарського народу, президент Всесвітнього конгресу кримських татар                                              | Президента України Підстава:         |
| член             | Зісельс Йосиф Самуїлович       | правозахисник, член Української Гельсинської групи                                                                                       | Кабінету Міністрів України Підстава: |
| член             | Яновська Олександра Григорівна | професор Київського національного університету ім. Тараса Шевченка, доктор юридичних наук, суддя ad hoc Європейського суду з прав людини | Кабінету Міністрів України Підстава: |
| член             | Бутусов Юрій Євгенович         | журналіст, головний редактор «Цензор. НЕТ»                                                                                               | Кабінету Міністрів України Підстава: |
| член             | Джованні Кесслер               | директор Європейського бюро по боротьбі із шахрайством                                                                                   | Верховної Ради України Підстава:     |
| член             | Нищук Євген Миколайович        | громадський діяч, колишній (на той час) Міністр культури України                                                                         | Верховної Ради України Підстава:     |
| член             | Мусіяка Віктор Лаврентійович   | громадський та політичний діяч, професор Києво-Могилянської Академії, один з авторів тексту Конституції України                          | Верховної Ради України Підстава:     |

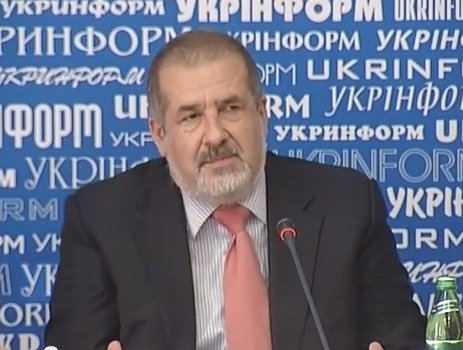
Рефат Чубаров — голова конкурсної комісії

Із 106-ма учасниками конкурсу, які за своїми документами відповідають вимогам до посади Директора, проводилися співбесіди у першому турі конкурсу.
До другого туру конкурсу пройшов 21 номінант, кожен з яких отримав позитивний висновок принаймні трьох членів Конкурсної комісії.
Другий тур подолали четверо осіб, які дістали 5 і більше голосів:
1. Варічев Яків Миколайович, адвокат, колишній слідчий прокуратури
2. Сірий Микола Іванович, старший науковий співробітник Інституту Корецького, адвокат, колишній слідчий прокуратури
3. Ситник Артем Сергійович, адвокат, колишній слідчий прокуратури
4. Чумак Віктор Васильович, народний депутат, генерал-майор юстиції[14][15].

Оскільки Яків Варічев не пройшов спеціальну перевірку (при тому що ДФС висувала претензії до всіх), Комісія мала обрати двох або трьох кандидатів з-поміж решти, та представити їх Президенту для остаточного вибору.
Й. Зісельс і Є. Захаров висловили застереження щодо політичної заангажованості Віктора Чумака. Після довгого обговорення Зісельс закликав не підтримувати жодну кандидатуру. Врешті, голоси розподілилися так:
Сірий — 5
Ситник — 7
Чумак — 3.
Отже, Конкурсна комісія запропонувала Президенту України Петру Порошенку кандидатури Артема Ситника та Миколи Сірого на посаду Директора Національного антикорупційного бюро.
Засідання Конкурсної комісії з обрання кандидатів на посаду Директора транслювалися онлайн на каналі Адміністрації Президента України в YouTube: Office of the President of Ukraine — YouTube.
16 квітня 2015 року Президент визначився з першим очільником Бюро, яким став Артем Ситник.
Член Конкурсної комісії Юрій Бутусов про конкурс:

| Уперше конкретні представники громадянського суспільства взяли на себе відповідальність за призначення керівника держструктури. І були створені й дотримані всі публічні процедури, яких раніше в Україні ніколи не було[20]. |
5 травня 2015 року стартував відкритий конкурс на зайняття вакантних посад Детектив. Проведення конкурсу передбачалося здійснити в два етапи: 1) кваліфікаційний іспит і 2) співбесіда.
758 кандидатів (із 980), які успішно пройшли перший етап конкурсу, від подальшої участі в конкурсі були усунуті.
Всього планувалося призначити в НАБУ 242 детектива. У вересні 2015 призначені перші 25 детективів. У жовтні їх було вже 70, у березні 2017 — 210.

## Хронологія діяльності

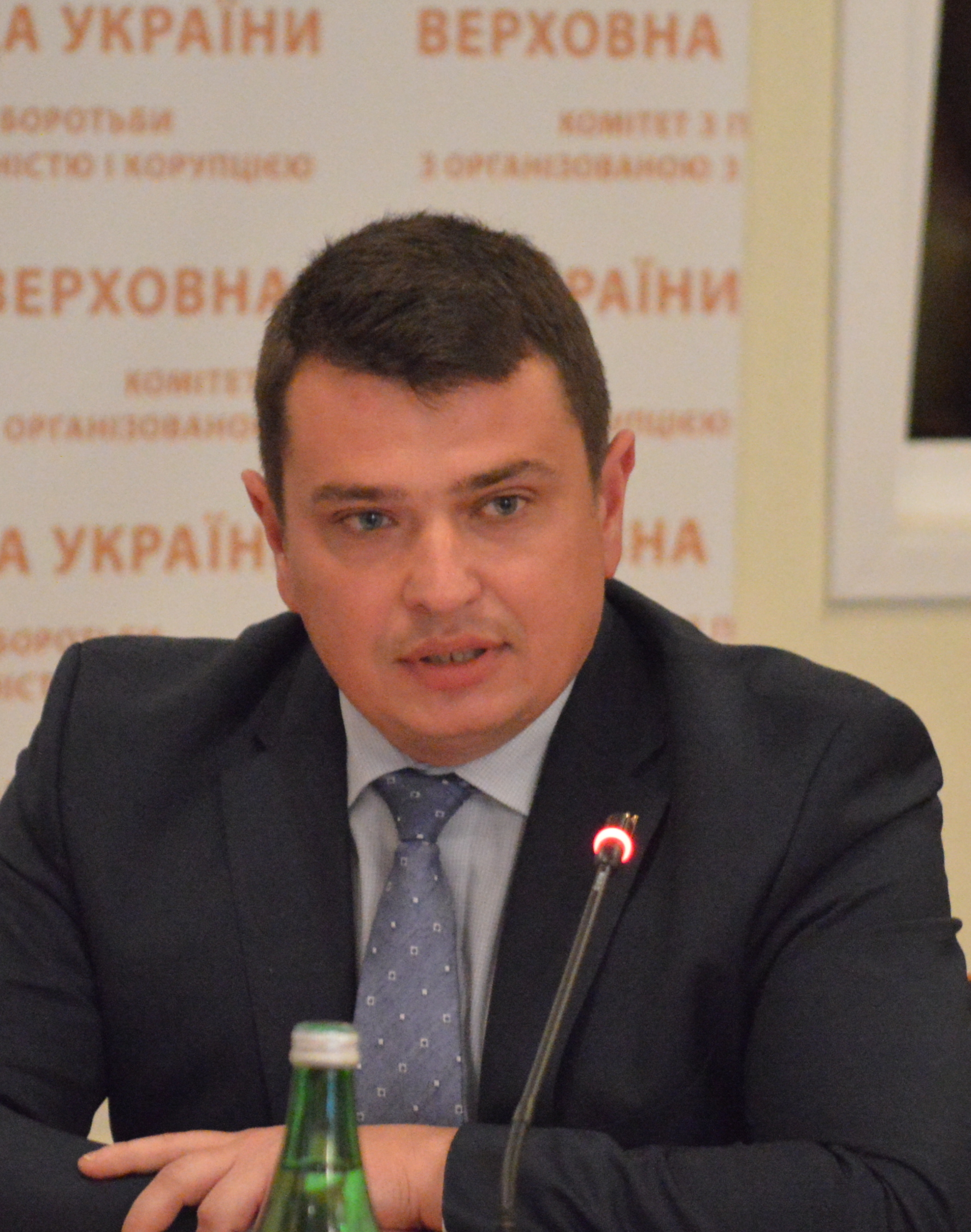
Артем Ситник

### 2015
Перші детективи НАБУ вийшли на роботу 1 жовтня.
4 грудня, після призначення антикорупційного прокурора, вони внесли перші кримінальні провадження до Єдиного реєстру досудових розслідувань.
Перше затримання підозрюваного в корупції співробітники НАБУ провели 16 грудня.

### 2016
НАБУ опинилося під критикою адвокатської спільноти через проведені обшуки на робочих місцях адвокатів, що працювали з фігурантами справи про злочинне заволодіння коштами ПАТ «Укргазвидобування».
Станом на 28 лютого було порушено 272 провадження та складено 79 обвинувальних актів щодо підозрюваних осіб, до суду скеровано 52 провадження. На рахунки держкомпаній завдяки діяльності НАБУ повернуто 116 млн грн, запобігли розкраданню ще 583 млн грн. Загалом встановлено збитків, завданих державі, на 82,9 млрд грн.
5 серпня Генеральна прокуратура України провела обшук і виїмку документів у НАБУ. Слідчі дії стосувалися провадження про незаконне прослуховування телефону, яке ініціював детектив НАБУ за заявою СБУ. Подальше протистояння цих органів отримало назву «війна», хоча таке трактування спростовувалося керівниками обох відомств.

### 2017
2 березня НАБУ затримало і вручило підозру чинному голові ДФС Роману Насірову. Його підозрюють у наданні незаконних податкових розстрочень у справі «Укргазвидобування».
20 квітня затримали і вручили підозру впливовому народному депутатові Миколі Мартиненку.
Загалом, на квітень розслідувалися 320 справ, корупційний збиток від яких оцінюється у 85 млрд грн.
У червні НАБУ у співпраці з ФБР змогло викрити двох народних депутатів — Борислава Розенблата і Максима Полякова — у причетності до «бурштинової мафії» та мільйонних хабарів.
У жовтні НАБУ затримало у т. зв. «справі про рюкзаки Авакова» сина міністра внутрішніх справ Арсена Авакова — Олександра, і колишнього заступника міністра — Сергія Чеботаря. Після цього почався новий виток напруженості між правоохоронними органами держави (НАБУ, САП, НАЗК, Генпрокуратура).

### 2018
14 лютого затриманий міський голова Одеси Г. Труханов та його заступник.

### 2019
У березні відкриті два провадження за розслідуванням журналістів з «Bihus.info» про те, як люди з оточення Петра Порошенка курують розкрадання в оборонній сфері. Проведено обшуки в експершого заступника секретаря РНБО Олега Гладковського, його сина Ігоря та інших фігурантів.
У листопаді Бюро повідомило про підозру одному з найбагатших українців — Олегу Бахматюку, з приводу заволодіння стабкредитом НБУ в розмірі 1,2 млрд грн.
Невдовзі були затримані заступник начальника Київської міської митниці та одеський бізнесмен Вадим Альперін, якого ЗМІ називають «королем» і «хрещеним батьком» української контрабанди. Слідство вважає, що він безуспішно пропонував детективу НАБУ хабар у 800 тисяч доларів.

### 2020
Про підозру повідомлені голова Окружного адміністративного суду Києва Павло Вовк, його заступник Євген Аблов та ще 5 суддів цього суду, а також голова Державної судової адміністрації Зеновій Холоднюк. Їм інкримінують створення злочинної організації та захоплення влади.
Скандал, пов'язаний з виборами Президента США
В українських ЗМІ неодноразово з'являлася інформація про зв'язки, втручання і вплив на діяльність НАБУ представників посольства США в Україні.
У жовтні 2019 року український політик і випускник школи КДБ-ФСБ Андрій Деркач оприлюднив документи про нібито вплив посольства США в Україні на діяльність НАБУ. Серед опублікованих матеріалів — листування помічниці першого заступника голови НАБУ Гізо Углави Поліни Чиж та спеціаліста з правових питань програми боротьби з корупцією Департаменту юстиції США посольства США в Україні Ганни Ємельянової. За твердженнями депутата, у цьому листуванні пересилалися переліки кримінальних проваджень, над якими працювали детективи НАБУ, а також вказівки про надання інформації щодо справи колишнього міністра охорони навколишнього природного середовища і власника компанії «Burisma» Миколи Злочевського. За словами Деркача, американський політик Джо Байден впливав на українську владу та сприяв закриттю кримінальних справ, пов'язаних з діяльністю колишнього міністра Миколи Злочевського.
.
У своєму інтерв'ю інтернет-виданню «Гордон» у квітні 2020 року колишній Генеральний прокурор України Віктор Шокін висловив думку, що ініціатором створення 2015 року НАБУ був тодішній віцепрезидент США Джо Байден для того, щоб «вкрасти у ДБР через НАБУ підслідність та посадити там своїх емісарів, які дослуховуються до США». Попередньо Віктор Шокін вже скаржився про тиск на його діяльність зі сторони Джо Байдена в рамках розслідування справи щодо компанії «Burisma» та писав заяву у Державне бюро розслідувань про розголошення співробітниками НАБУ даних, що становлять таємницю досудового розслідування, і зливі персональних даних Шокіна співробітникам посольства США в Україні.
Протидія зі сторони Офісу Генпрокурора
Після призначення Генеральним прокурором Ірини Венедіктової з'явилась практика ручної передачі окремих кримінальних проваджень щодо високопосадовців з провадження НАБУ до інших, як вважається, більш лояльних, органів досудового розслідування. Бюро вважає ці випадки незаконними, спрямованими на захист фігурантів та перешкоджання слідству.
Також Офіс Генпрокурора звинувачують у відмові затверджувати підозри та маніпулювання прокурорами, що представляють обвинувачення в суді. Усе це стосується, зокрема, справи заступника керівника Офісу президента Татарова, справи ОАСК, справи «Роттердам+», справи Нацгвардії, справи Бахматюка.
12 червня 2020 року детективи НАБУ затримали «на гарячому» групу осіб, які намагалися передати неправомірну вигоду розміром 5 млн доларів керівництву антикорупційних органів. Це найбільший хабар в історії України. У спробі підкупу НАБУ та САП підозрюють колишнього міністра екології Миколу Злочевського, затримані його посередники й довірені особи.

### 2021
У першому півріччі НАБУ розслідувало низку резонансних справ: про розкрадання ВіЕйБі банком стабілізаційного кредиту НБУ на 1,2 млрд грн; про розкрадання понад 250 млн грн керівництвом Держінвестпроекту; про неправомірну вигоду в 980 тис. грн, отриману начальником Департаменту вибухотехнічної служби Національної поліції; про виявлену у двох адвокатів неправомірну вигоду в сумі 130 млн грн (один з підозрюваних — брат голови ОАСК Вовка); затримання колишнього першого заступника ексголови правління «ПриватБанку» та ін. ВАКС у 2021 році ухвалив 34 вироки, із яких 27 були обвинувальними.

### 2022
У 2022 році НАБУ і САП викрили на ймовірному хабарі у 558 тис. грн нардепа Сергія Кузьміних, київського депутата Владислава Трубіцина та п'ятьох його спільників, екснардепа Максима Микитася у спробі підкупу за 22 млн євро мера Дніпра Філатова. Також протягом 2022 року НАБУ викрили організовану злочинну групу, яка у 2017—2018 роках за заниженими цінами продавала арештоване майно, передане АРМА, оголосили підозру екскерівнику НБУ Кирилу Шевченку та посадовцям державного Укргазбанку у виведенні понад 200 млн грн.
У 2022 році Вищий антикорупційний суд у першій інстанції ухвалив 37 вироків: 33 обвинувальних і 4 виправдувальних. З 33 обвинувальних вироків: 23 вироки були із реальним ув'язненням і 10 — з умовними строками, оскільки обвинувачені йшли на угоду і визнавали свою провину.

### 2023
В цілому впродовж 2023 року НАБУ скерувала до суду 100 обвинувальних актів щодо 233 осіб. Водночас кількість обвинувальних вироків по справах НАБУ у 2023 році становила 64 при 4 виправдувальних

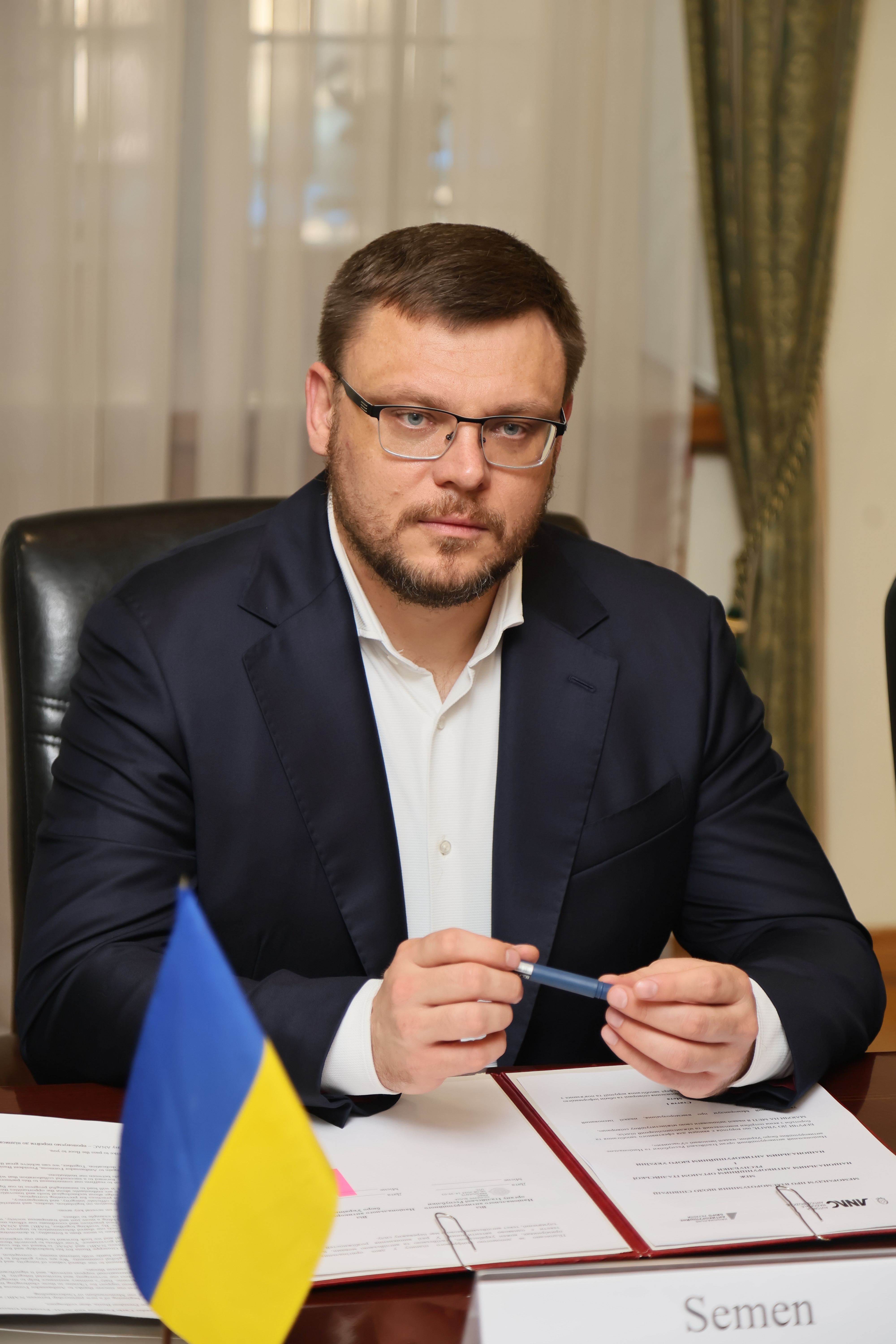
Семен Кривонос

Обрання нового Директора. Повноваження попереднього директора НАБУ Артема Ситника закінчилися 16 квітня 2022 року. До складу нової комісії з обрання увійшли: Микола Кучерявенко, Карен Грінавей, Драго Кос, Кирило Легких, Повілас Малакаускас, Олексій Савчук. Уряд підтримав кандидатуру Семена Кривоноса з трьох кандидатів, запропонованих конкурсною комісією. 6 березня 2023 року Кабінет міністрів на позачерговому засіданні затвердив Директором Національного антикорупційного бюро України Семена Кривоноса.
15 травня 2023 р. НАБУ і САП задокументували отримання головою Верховного Суду В. Князєвим хабаря у близько 3 мільйони доларів. Його затримали. За даними «Дзеркала тижня», Князєв отримував гроші від посередників за рішення на користь олігарха Костянтина Жеваго. На брифінгу 16 травня директор НАБУ Семен Кривонос повідомив, що це — найбільш резонансна справа в історії роботи НАБУ та САП і найбільше викриття в судовій гілці влади. Князєв виявився найвищим за статусом чиновником України, спійманим на хабарі.
25 серпня НАБУ і САП вручили підозри першому заступнику міністра аграрної політики та продовольства Тарасу Висоцькому та ексзаступнику міністра економіки Олександру Грибану. Їх підозрюють у зловживанні на суму 62,5 млн грн при закупівлі АТ «Укрзалізниця» макаронних виробів для забезпечення потреб держави у період воєнного стану у березні–квітні 2022 року.
22 березня 2023 року НАБУ і САП викрили злочинну організацію під керівництвом голови Фонду державного майна України Дмитра Сенниченка, яка заволоділа понад 500 млн грн коштів АТ «Одеський припортовий завод» та АТ «Об'єднана гірничо-хімічна компанія».
У жовтні 2023 р. експертна група за підтримки Антикорупційної ініціативи ЄС в Україні (EUACI), Уряду Японії і Міжнародної організації права розвитку (ІDLO), провела оцінку діяльності НАБУ (за період з січня 2021 до червня 2023). Команда з оцінки дійшла висновку, що НАБУ розвинулося у сильну та ефективну інституцію із серйозним доробком розслідувань топкорупції. Аудитори відзначили, що НАБУ має бездоганну репутацію, а його працівники демонструють високий рівень доброчесності.
8 грудня 2023 року Рада проголосувала за поетапне збільшення чисельності працівників НАБУ на 300 посад протягом трьох років.
У 2023 році НАБУ та САП викрили на зловживаннях 21 особу з-поміж вищих посадових осіб держави, 39 керівників державних підприємств, 16 суддів, 11 депутатів. За підсумками 2023 року економічний ефект діяльності НАБУ та САП сягнув 4,7 млрд грн, що в півтора раза вище за показники 2022 року.

### 2024
В цілому впродовж 2024 року НАБУ скерувала до суду 113 обвинувальних актів щодо 232 осіб. Водночас кількість обвинувальних вироків по справах НАБУ у 2024 році становила 90 при 2 виправдувальних
У лютому 2024 НАБУ та САП спільно зі Службою безпеки України викрили схему заволодіння нафтопродуктами, через які держава зазнала 967 мільйонів гривень збитків. 12 лютого про підозру повідомлено колишньому народному депутату Сергію Пашинському.
2 квітня НАБУ та САП викрили організовану групу на чолі з ексрадником Офісу президента, чинним співробітником СБУ Артемом Шило. Діяльність групи призвела до заволодіння 94,8 мільйона гривень Укрзалізниці при закупівлі трансформаторів.
23 квітня підозру НАБУ та САП вручили підозру міністру аграрної політики та продовольства Миколі Сольському. За версією слідства, Сольський заволодів державною землею на суму 291 мільйон гривень та здійснив спробу заволодіти землею ще на 190 мільйонів гривень.
У травні НАБУ повідомило про підозру у незаконному збагаченні на 15,7 мільйонів гривень ексзаступнику керівника Офісу Президента Андрію Смирнову. Раніше журналісти «Української правди» повідомляли про придбання братом Смирнова елітного майна з великими знижками.
6 червня вийшло розслідування медіавидання Bihus.Info, в якому розповідається про злив інформації детективом НАБУ Гізо Углава на користь представників Офісу Президента. Паралельно відбулися обшуки в одного з детективів НАБУ; розпочалося розслідування, на час якого Гізо Углаву відсторонили.
У липні НАБУ і САП передали до суду справу ексміністра інфраструктури Андрія Пивоварського та його колишнього першого заступника Володимира Шульмейстера, яких звинувачують у зловживанні владою, яке завдало державі понад 30 мільйонів гривень збитків.
3 вересня директор Семен Кривонос звільнив свого першого заступника Гізо Углаву за вчинення дисциплінарного проступку — порушення присяги державного службовця, порушення правил етичної поведінки державних службовців, Закону України «Про державну службу», Кодексу етики працівника НАБУ.
У вересні повідомили про підозру колишньому начальнику Дніпропетровської обласної військової адміністрації Валентину Резніченку, якого пов'язують з корупцією на будівництві доріг. НАБУ оцінює завдану державі шкоду у 286 мільйонів гривень.
3 жовтня розпочався зовнішній незалежний аудит діяльності відомства. До складу аудиторської комісії увійшли незалежні експерти, призначені міжнародними партнерами України — Мартін Арпо (ексзаступник генерального директора Служби внутрішньої безпеки Естонії), Роберт Вестбрукс (ексзаступник генерального інспектора США), Герміона Тереза Кроньє (ексдиректор з розслідування Національного органу прокуратури Південної Африки).
9 жовтня першим заступником заступником директора НАБУ призначено Дениса Гюльмагомедова, колишнього заступника директора з питань цифрового розвитку та трансформацій.

### 2025
У травні 2025 за висновками експертів станом на травень 2025 робота НАБУ була визнана "помірно ефективною"
У липні 2025 Служба безпеки України, Державне бюро розслідувань та Офіс генерального прокурора  інкримінували посадовцям НАБУ "державну зраду, незаконну торгівлю з Росією, корупційні дії в інтересах олігархів" та провели у співробітників бюро щонайменше 70 обшуків
22 липня 2025 року Верховна рада прийняла Закон 12414, що обмежує повноваження НАБУ, а саме  надає Генеральному прокурору повноваження передавати справи, що перебувають у підслідності НАБУ, іншим органам, якщо вважатиме дії НАБУ неефективними, надавати письмові накази співробітникам НАБУ, визначатиме підслідність антикорупційних справ, матиме доступ до всіх матеріалів НАБУ, матиме повноваження закривати кримінальні справи, де підозрюваними виступають найвищі посадовці. Прийняття цього закону викликало хвилю акцій протесту в Україні та стурбованість Єврокомісії